# Fritz de Quervain

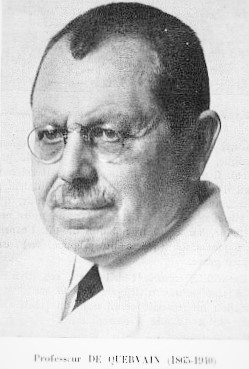
Fritz de Quervain

Johann Friedrich „Fritz“ de Quervain (* 4. Mai 1868 in Sitten; † 24. Januar 1940 in Bern) war ein Schweizer Chirurg.

## Leben und Wirken
Fritz de Quervain wuchs in Muri bei Bern auf und studierte ab 1887 Medizin an der Universität Bern. 1892 wurde er promoviert. Ebenfalls in Bern hatte er sich 1902 habilitiert und 1907 wurde er dort zum Titularprofessor ernannt. Von 1910 bis 1918 lehrte er als ordentlicher Professor für Chirurgie an der Universität Basel und von 1918 bis 1938 als ordentlicher Professor und Direktor der chirurgischen Klinik am Inselspital an der Universität Bern. Zahlreiche grundlegende medizinische Forschungsergebnisse gehen auf ihn zurück.
Mehrere von ihm beschriebene Krankheiten tragen seinen Namen: die Sehnenscheidenentzündung (Tendovaginitis stenosans de Quervain), die Quervain-Thyreoiditis, eine subakute Schilddrüsenentzündung (Thyreoiditis), und die De-Quervain-Fraktur, eine Luxation des Os lunatum in Kombination mit einer Kahnbeinfraktur.
Der Geophysiker Alfred de Quervain war sein Bruder.